# Glenea ora
Glenea ora là một loài bọ cánh cứng trong họ Cerambycidae.